# 레고 크리에이터: 해리 포터
레고 크리에이터: 해리 포터(Lego Creator: Harry Potter)는 해리 포터를 원작으로 한 컴퓨터 게임으로, 해리 포터에 등장하는 건물들을 짓는 게임이다.